# پای شیر نهرآبی
پای شیر نهرآبی (نام علمی: Alchemilla sedelmeyeriana) یک گونه از سرده پای شیر از خانواده یا تیرهٔ گلسرخیان است.